# Aegyptobia sayedi
Aegyptobia sayedi är en spindeldjursart som beskrevs av Yousef 1971. Aegyptobia sayedi ingår i släktet Aegyptobia och familjen Tenuipalpidae. Inga underarter finns listade i Catalogue of Life.